# Церковь Святого Стефана (Виньори)
Церковь Святого Стефана (фр. Église Saint-Étienne de Vignory) — римско-католическая церковь, расположенная в Виньори, Верхняя Марна, Гранд-Эст, Франция.
В средневековом городе она была построена первой недалеко от места, где произошло «чудо Святого Крепина». Это событие упоминалось в начале IX-го века в архивах аббатства Люксоль. Карл Великий финансировал её строительство из королевской казны. Однако от первой каролингской церкви ничего не осталось.

## История
В 1032 году Гуй, первый известный лорд Виньори, решил создать коллегию каноников и построить для них церковь. Его сын Роджер заменил каноников на бенедиктинских монахов и передал недавно построенную церковь аббатству Сен-Бенин в Дижоне. Затем он построил новую церковь с двумя отсеками в хоре и четырьмя залами в нефе. Строительство шло до 1049 года. Монахи были проживали там в период с 1051 по 1057 годы. Церковь разделяли монахи и прихожане.
Башня к церкви была добавлена в XII веке из-за усилий прихожан. Позже была построена часовня, церковные окна были расширены для проникновения большего количества света. Пять часовен были выстроены вдоль прохода на южной стороне в период между концом XIV века и XVI веком. Неф был удлинен на два отсека и получил новый фасад.
Каролингский интерьер был сохранен, а между 1843 и 1852 годами его отреставрировал архитектор Эмиль Бесвильвальд.

## Архитектура
Церковь следует традициям базилик высокого средневековья, но экспериментирует с трехуровневым возвышением верхнего ряда окон. Высокие колонны демонстрируют простую скульптуру, которая позже будет доработана.
Это один из старейших примеров монастырской галереи с тремя часовнями.

## Галерея
- План церкви
- Гравюра стен церкви
- Вид из хора
- Главный алтарь, апсида и монастырская галерея
- Колонна монастырской галереи
- Часовня 1541 года с видом на южный проход
- Часовня снаружи
- Церковный зал